# Extrémní seznamka
Extrémní seznamka (v anglickém originále Extreme Dating) je americká filmová komedie z roku 2004. Režisérem filmu je Lorena David. Hlavní role ve filmu ztvárnili Devon Sawa, Amanda Detmer, Jamie-Lynn Sigler, Andrew Keegan a Ian Virgo.

## Obsazení
| Devon Sawa        | Daniel Roenick   |
| Amanda Detmer     | Lindsay Culver   |
| Jamie-Lynn Sigler | Amy Baker        |
| Andrew Keegan     | Troy Riley       |
| Ian Virgo         | Packer Ellison   |
| Meat Loaf         | Marshall Jackson |
| John Di Maggio    | AJ               |